# フッセイン・アッ＝サーディク
フッセイン・アッ＝サーディク（Hussein Jawad Al-Sadiq、1973年10月15日 - ）は、サウジアラビアの元サッカー選手。元サウジアラビア代表。ポジションはゴールキーパー。

## 来歴
1993年にサウジアラビア代表デビュー。出場機会は無かったが1994 FIFAワールドカップ、1998 FIFAワールドカップのメンバーにも選ばれた。1999年までに20試合に出場した。

## 代表歴

### 出場大会
- サウジアラビア代表
  - 1994 FIFAワールドカップ
  - 1998 FIFAワールドカップ

### 試合数
- 国際Aマッチ 20試合 0得点（1993年-1999年）[1]

| サウジアラビア代表 | 国際Aマッチ | 国際Aマッチ |
| 年                 | 出場        | 得点        |
| ------------------ | ----------- | ----------- |
| 1993               | 3           | 0           |
| 1994               | 4           | 0           |
| 1995               | 3           | 0           |
| 1996               | 3           | 0           |
| 1997               | 3           | 0           |
| 1998               | 3           | 0           |
| 1999               | 1           | 0           |
| 通算               | 20          | 0           |